# Sigurd Björling

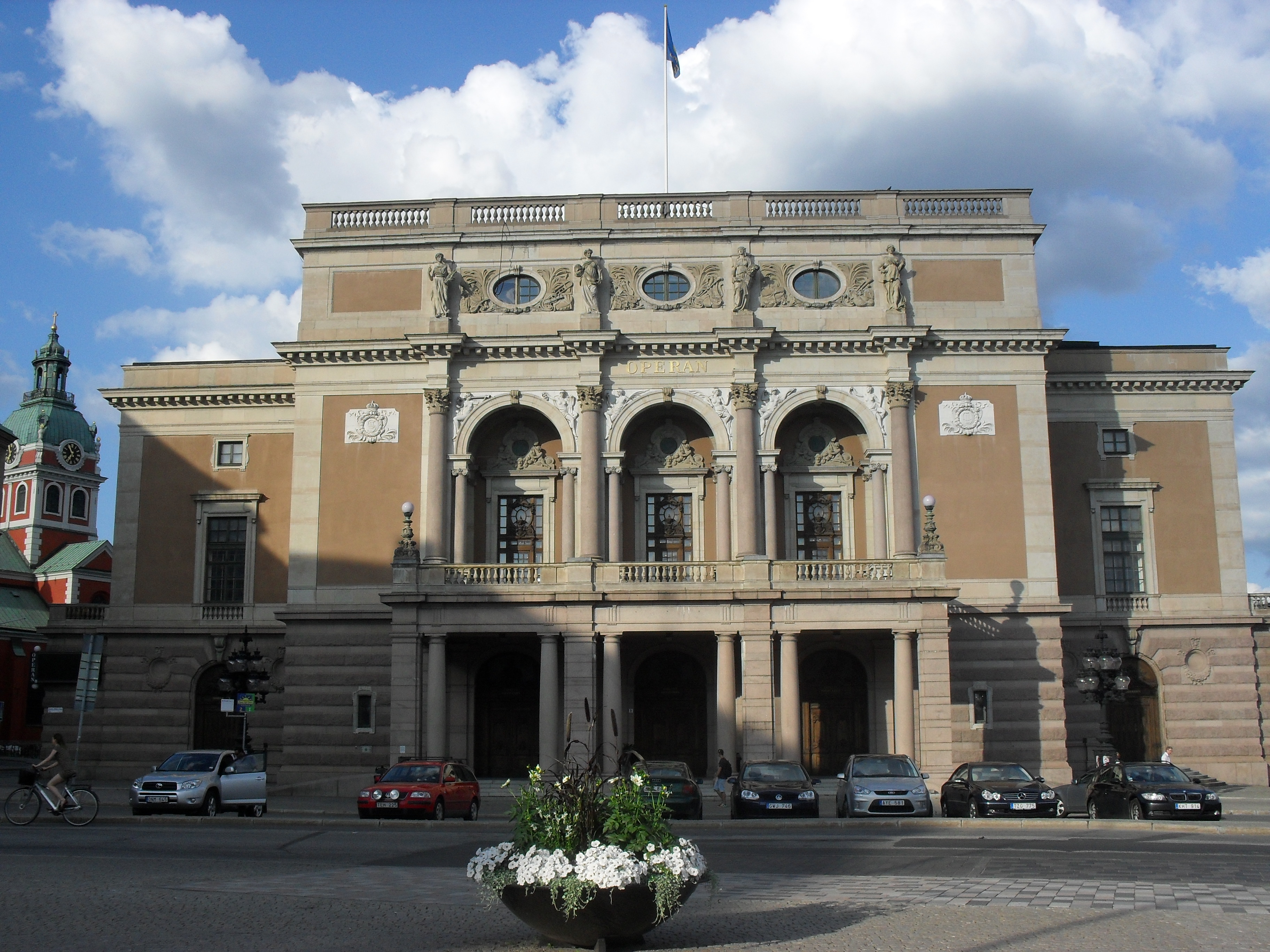
Ópera Real de Estocolmo, donde Sigurd Björling debutó en 1936, y donde hizo su última actuación 30 años después

Sigurd Björling ( Estocolmo, Suecia; 2 de noviembre de 1907 – Helsingborg, Suecia; 8 de abril de 1983) fue un cantante de ópera, barítono, de nacionalidad sueca.

## Biografía
Nacido en Estocolmo, Suecia, su nombre completo era Carl Sigurd Björling. Formado en su ciudad natal, primero estudió en el Conservatorio y después en la escuela de la Ópera Real de Estocolmo (1934–1936), donde aprendió canto bajo la dirección de Torsten Vilhelm Lennartsson y John Forsell. Formando parte de la compañía estable de la Ópera Real, debutó en 1936 encarnando a Alfio en Cavalleria rusticana. Aunque permaneció en la mencionada compañía teatral en los siguientes treinta años, a principios de los años 1950 comenzó su actividad en los mayores teatros europeos, como el Teatro de La Scala, la Ópera Estatal de Viena, la Ópera de París, la Ópera Estatal de Baviera y la Royal Opera House de Londres, actuando también en el Festival de Bayreuth. En 1952 y 1953 también cantó en los Estados Unidos, concretamente en la Metropolitan Opera House de Nueva York y en la Ópera de San Francisco. 
Especializado en el repertorio wagneriano, también interpretó con éxito obras de Wolfgang Amadeus Mozart (Don Giovanni y Las bodas de Fígaro) y de Giuseppe Verdi (Otelo, El trovador, y el Requiem), siendo igualmente muy apreciado por su trabajo con las óperas más modernas del siglo XX, entre ellas Matías el pintor, de Paul Hindemith, y Peter Grimes, de Benjamin Britten.
Björling también hizo actuaciones televisadas, entre ellas en 1960, bajo la dirección de Göran Gentele en Carmen.
En el año 1946 recibió el título honorífico de hovsångare, y en 1957 fue nombrado miembro de la Real Academia Sueca de Música.
Sigurd Björling falleció en Helsingborg, Suecia, en 1983. Fue enterrado en el Cementerio Pålsjö kyrkogård de Helsingborg. Había estado casado desde el año 1949 con la cantante de ópera danesa Edith Oldrup (1912–99). Él era medio hermano de la actriz Renée Björling. 

## Selección de sus actuaciones líricas
- Wolfgang Amadeus Mozart: La flauta mágica, Las bodas de Fígaro
- Ludwig van Beethoven: Fidelio
- Richard Wagner: El holandés errante
- Richard Wagner: Tannhäuser
- Richard Wagner: Lohengrin
- Richard Wagner: Tristán e Isolda
- Richard Wagner: Los maestros cantores de Núremberg
- Richard Wagner: El anillo del nibelungo
- Richard Wagner: Parsifal
- Richard Strauss: Salomé
- Paul Hindemith: Matías el pintor
- Giuseppe Verdi: Macbeth
- Verdi: El trovador
- Verdi: Don Carlos
- Verdi: Aida
- Verdi: Otelo
- Verdi: Falstaff
- Ruggiero Leoncavallo: Pagliacci
- Giacomo Puccini: Tosca
- Charles Gounod: Fausto
- Modest Músorgski: Boris Godunov
- Piotr Ilich Chaikovski: Eugenio Oneguin
- Aleksandr Borodín: El príncipe Ígor
- Benjamin Britten: Peter Grimes
- Wilhelm Peterson-Berger: Arnljot

## Discografía (selección)
- Wotan i Wagners Das Rheingold. Bayreuth 1951, cond. H. von Karajan. Myto Records 2 CD 011. H054.
- Wotan i Wagners Die Walküre, akt 3. Bayreuth 1951, cond. H. von Karajan. EMI 0946 3 80022 2 2.
- Vandraren i Wagners Siegfried. Bayreuth 1951, cond. H. von Karajan. Myto Records 3 CD 011. H055. Svensk mediedatabas.
- Grosse Wagnerszenen von Rysanek, Björling, Nilsson y Flagstad. Preiser Records 90676
- Sigurd Björling. Richard Wagner. Con Birgit Nilsson y Paul Kuen. Preiser Records 93437
- Great Swedish singers. Sigurd Björling. Bluebell Records. ABCD 104.
- Wotan i Wagners Die Walküre. 1955 y 1956. Cond. S. Ehrling. Caprice CAP 21765 (3 CD).
- Verismo at the Royal Swedish Opera 1952-1962. Caprice CAP 22063
- Wagner in Stockholm. Bluebell ABCD 091
- Amonasro i Verdis Aida. Con Set Svanholm, Kungliga Operan 4 de abril de 1960. Hovkapellet. Dir. Sixten Ehring. Opera Depot OD10366-2.

## Teatro
- 1938 : Värmlänningarna, de Fredrik August Dahlgren y Andreas Randel, escenografía de Ernst Eklund, Skansens friluftsteater[1]

## Filmografía
- 1960 : Carmen (tv)
- 1976 : Klerk (tv)
- 1979 : Kejsaren